# باسكال جول
باسكال جول (بالفرنسية: Pascal Jules)‏ مواليد 22 يوليو 1961 في فرنسا - الوفاة 25 أكتوبر 1987، كان دراج فرنسي في صنف سباق الدراجات على الطريق.

## سجل النتائج

### سباقات أو مراحل فاز بها
- طواف فرنسا

## وصلات خارجية
- الموقع الرسمي

## روابط خارجية
- باسكال جول على موقع أرشيف الدراجات (الإنجليزية)
- باسكال جول على موقع إحصائيات الدراجات الإحترافية (الإنجليزية)
- باسكال جول على موقع CycleBase (الإنجليزية)